# هرنان رينجيفو

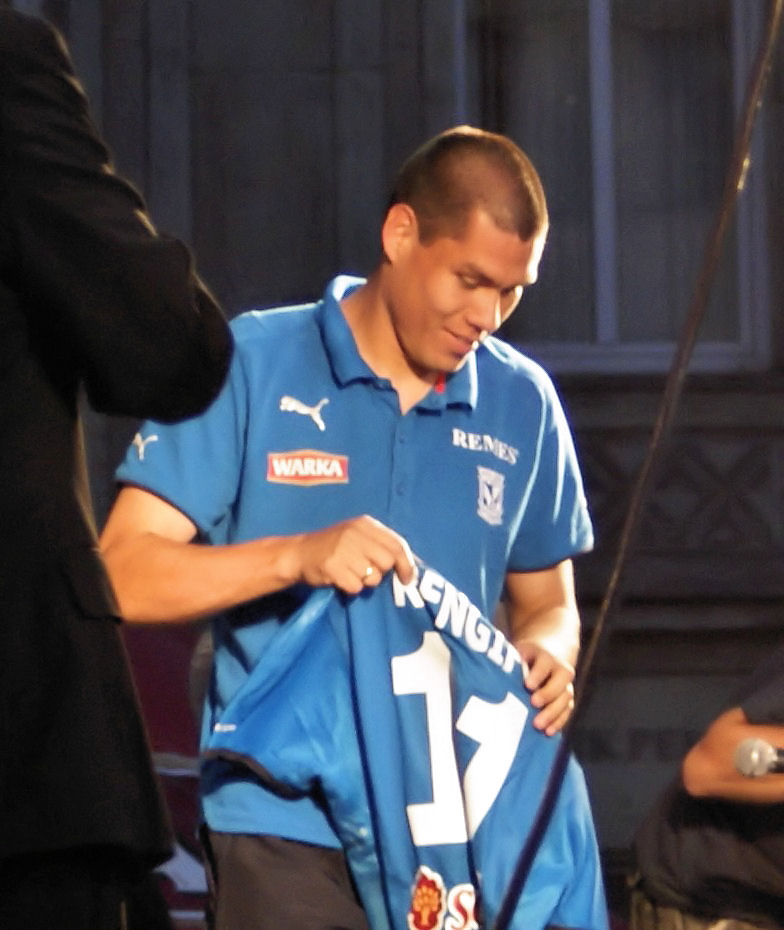

هرنان رينجيفو تريغوسو (بالإسبانية: Hernán Rengifo Trigoso)‏ (مواليد 18 أبريل 1983 في شاشابوياس) لاعب كرة قدم بيروفي دولي يجيد اللعب في خط الهجوم . يلعب حاليا لصالح نادي أومونيا القبرصي منذ 2010 .

## روابط خارجية
- هرنان رينجيفو على موقع الاتحاد الدولي (مؤرشف)  (الإنجليزية)
- هرنان رينجيفو على موقع اتحاد تركيا (لاعب) (الإنجليزية)
- هرنان رينجيفو على موقع قاعدة بيانات كرة القدم.إي يو (الإنجليزية)
- هرنان رينجيفو على موقع ناشيونال فوتبول تيمز (الإنجليزية)
- هرنان رينجيفو على موقع Soccerway.com (الإنجليزية)
- هرنان رينجيفو على موقع عالم كرة القدم.نت (الإنجليزية)
- هرنان رينجيفو على موقع AS.com (الإسبانية)